# Halichoeres raisneri
Halichoeres raisneri är en fiskart som beskrevs av Baldwin och Mccosker 2001. Halichoeres raisneri ingår i släktet Halichoeres och familjen läppfiskar. IUCN kategoriserar arten globalt som otillräckligt studerad. Inga underarter finns listade i Catalogue of Life.